# Bloedbad van Batepá
Het Bloedbad van Batepá verwijst naar de bloedige gebeurtenissen op 3 februari 1953 toen bij het dorpje Batepá (district Mé-Zóchi) op Sao Tomé een opstand van Afrikaanse arbeiders door de Portugese kolonisten hardhandig werd neergeslagen. Meer dan duizend mensen werden gedood. De gebeurtenis wordt gezien als een mijlpaal in de Santomese geschiedenis en in de geschiedenis van de dekolonisatie van Centraal-Afrika.

## Achtergrond
De economie van de eilanden Sao Tomé en Principe draaide reeds eeuwen op grote landbouwplantages. Toen in 1875 de slavernij in het Portugese rijk werd afgeschaft leidde dat tot een tekort aan arbeidskrachten op de plantages op Sao Tomé. Contractarbeiders uit Angola, Kaapverdië en Mozambique werden gehaald om tegen een schamel loontje in de landbouw te werken, terwijl de op Sao Tomé geboren Forros het werk weigerden te doen. De spanning tussen de Creools-Afrikaanse bevolking en de Portugese overheersers liep op en leidde op 3 februari 1953 tot een uitbarsting van geweld.

## Gevolgen
Het bloedbad wordt beschouwd als het begin van de nationalistische sentimenten in Sao Tomé en Principe die 22 jaar later zouden uitmonden in onafhankelijkheid. Nog altijd hebben deze tragische gebeurtenissen een sterke invloed op de cultuur van Sao Tomé en Principe, zo worden ze sinds 1975 jaarlijks op 3 februari door middel van een officiële feestdag onder de naam Martires da Liberdade (Martelaars van de Bevrijding) herdacht.
Het nationaal museum van Sao Tomé en Principe, gevestigd in het Sint-Sebastiaanfort, heeft een collectie foto's en documenten over het bloedbad. Op de plaats waar de gebeurtenissen plaatsvonden staat nu een monument. Dichteres Alda do Espírito Santo schreef in 1953 het gedicht Trindade over het bloedbad en in 2010 maakte Orlando Fortunato de Oliveira een film over de gebeurtenissen.